# گور هرمز ساسانی
این گور در کنار یکی از خیابان‌های اصلی شهر رامهرمز کنونی در باغی که به «برده شور» شهرت دارد، واقع شده است. گفته می‌شود که این قبر هرمز ساسانی (هرمز یکم)، بنا کننده رامهرمز است. در چند قدمی این محل، امام زاده بی بی سینی قرار دارد که زیارتگاه بی بی ساسانی را به یاد می‌آورد.

## هرمز یکم

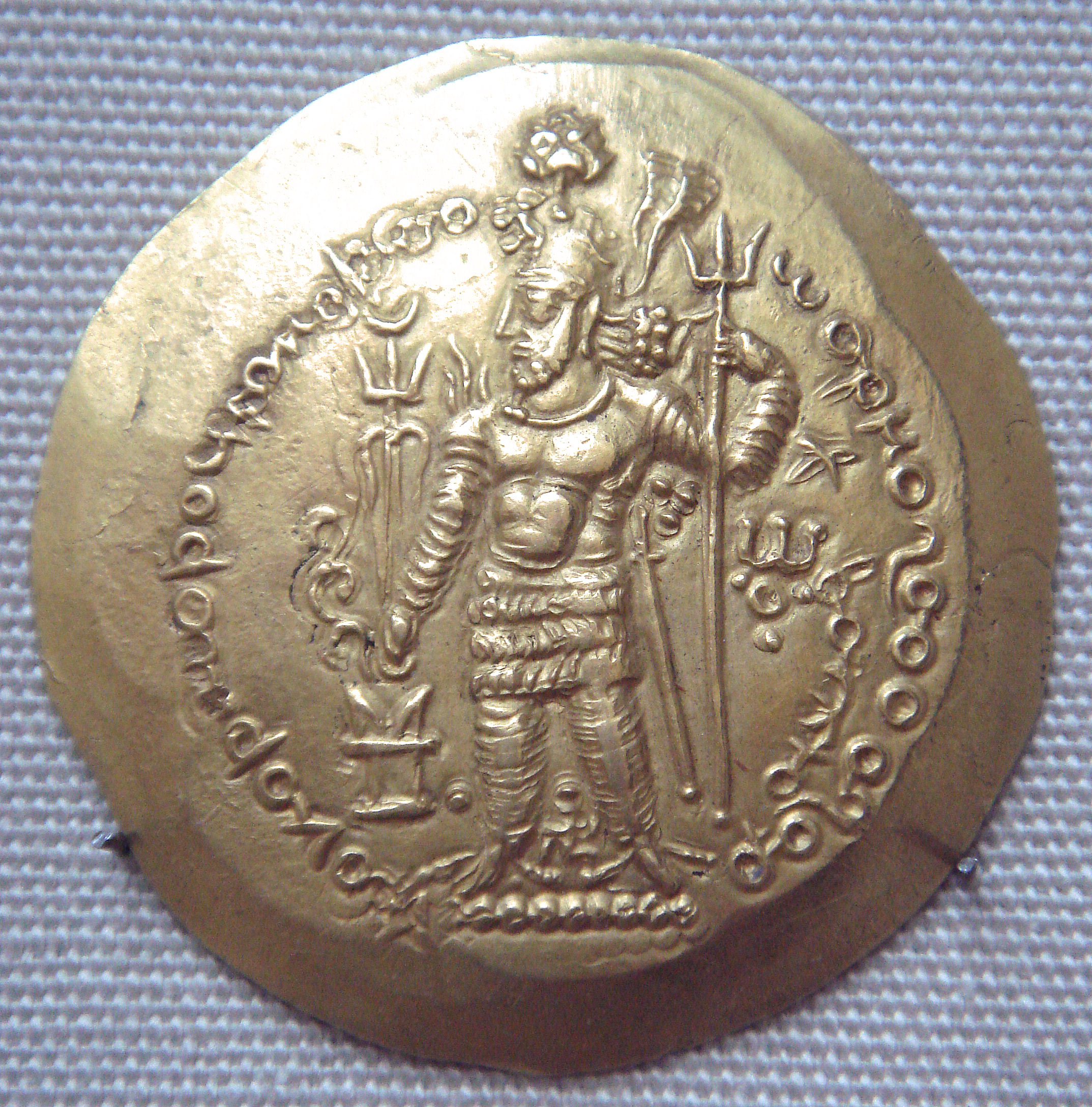
نگارهٔ هرمز یکم.

هرمز یکم یا هرمزداردشیر از سال ۲۷۲ تا ۲۷۳ (میلادی)، پادشاه ساسانی بود. بعد از پدر خود، شاپور یکم، به عنوان شاهنشاه ایران سلطنت کرد.
وی که در هنگام حیات پدر در جنگهای روم و ارمنستان شجاعت بسیار از خود نشان داده بود، به خاطر شجاعتهای خویش دلیر (جری، بطل) خوانده می‌شد و شاپور یک چند فرمانروایی پارت و سرانجام فرمانروایی ارمنستان را با عنوان ورزگ شاه ارمنشهر به او داده بود. به نظر میآید صفات جنگی بیش از تدبیر و درایت، وی را در نظر پدر لایق جانشینی او کرده باشد.
اگر روایت طبری در باب آنکه وی یک دست داشت، درست باشد ممکن است، همین نکته بهانه‌ای شده باشد که بزرگان ناراضی او را خیلی زود از سلطنت برکنار کرده باشند. از روایات مانوی هم بر می‌آید که وی نسبت به مانی همچنان نظر تأیید و مساعدت داشته است و این نکته حاکی از سیاست تسامح جویی اوست.
مانی پیامبر در زمان او آزادانه اندیشه‌اش را رواج می‌داد. همچنین کرتیر موبد نامدار زرتشتی و دشمن مانی، در زمان او ارج بسیار یافت.
فرجام کار هرمزداردشیر، روشن نیست و درست معلوم نیست، به مرگ طبیعی درگذشته یا از سلطنت خلع گشته است.
در شاهنامه ذکر او تحت نام اورمزدِ شاپور آمده‌است.
| سلف: شاپور یکم | شاهنشاه ساسانی ۲۷۲ – ۲۷۳ میلادی | جانشین: بهرام یکم |